# Omar Lotfi
Pour les articles homonymes, voir Lotfi.
Omar Lotfi (Arabe: عمر لطفي), né le 8 novembre 1983 à Casablanca, est un acteur marocain.

## Biographie
Omar Lotfi naît dans le quartier casablancais de Derb sultane et originaire d'amazigh , où il passe toute son enfance. Après son baccalauréat, il étudie la cuisine à l’école hôtelière et se forme en art dramatique au Conservatoire du boulevard de Paris à Casablanca. Pendant six ans, il évolue dans le milieu théâtral et associatif de cette ville.
Dès la fin des années 2000, il débute au cinéma dans Tu te souviens d'Adil? de Mohamed Zineddaine et Casanegra de Noureddine Lakhmari, deux interprétations de premier plan qui lui valent de nombreuses récompenses dans plusieurs festivals, notamment ceux de Tanger, Dubaï et Bruxelles[réf. souhaitée]. Devenu un acteur sur qui il faut compter, il enchaîne les tournages, dans des productions comme Djinns d'Hugues Martin et Sandra Martin, L'Amante du Rif de Narjiss Nejjar, La Source des femmes de Radu Mihaileanu, SAGA, l'histoire des hommes qui ne reviennent jamais d'Othman Naciri ou Achoura de Talal Selhami[réf. nécessaire].
Il devient aussi un visage familier de la télévision marocaine par ses rôles dans des séries telles que L’Affaire de Nour-Eddine Lakhmari, Zorroh et Polygame malgré lui de Mohamed Achaouar[réf. nécessaire]. Il a épousé une actrice elle aussi marocaine, Farah El Fassi.
En 2018 , Omar Lotfi signe pour l'agence de publicité Clubcities en tant que directeur artistique

## Filmographie

### Cinéma

#### Longs métrages
- 2007 : Tu te souviens d'Adil ? (واش عقلت على عادل) de Mohamed Zineddaine : Adil
- 2008 : Casanegra (کزا نكرا) de Nour-Eddine Lakhmari : Adil
- 2007 : Women Without Men (زنان بدون مردان) de Shirin Neshat
- 2010 : Djinns d'Hugues Martin et Sandra Martin : Kamel
- 2010 : Mirages  (أيام الوهم) de Talal Selhami[6] : Samir
- 2010 : L'Amante du Rif (عاشقة من الريف - المغرب، بلجيكا وفرنسا) de Narjiss Nejjar : Hafid
- 2011 : Les Ailes de l'amour (جنـــــــاح لهــــوى) d'Abdelhai Laraki : Thami
- 2011 : La Source des femmes de Radu Mihaileanu : le guide
- 2011 : Les Mécréants (المغضوب عليهم) de Mohcine Besri : Omar
- 2011 : L'Enfant cheikh (لطفل الشيخ) d'Hamid Benani : Saïd
- 2011 : Malak (ملك) d'Abdeslam Kelai : le frère
- 2012 : Les Oubliés de Dieu (irhab) de Hicham Ain El Hayat : Hassan
- 2012 : Colère (غضب) de Mohamed Zineddaine : Omar
- 2012 : Kanyamakan (كان يا مكان) de Said C. Naciri : Larbi
- 2012 : Une Journée et une nuit ou Jour et nuit (يوم وليلة) de Naoufel Berraoui : Karim
- 2013 : Open desert (Wüstenherz : Der Trip meines Lebens) de Robert Krause : Achmed
- 2013 : SAGA, l'histoire des hommes qui ne reviennent jamais (الملحمة) d'Othman Naciri : Omar Foulane
- 2013 : L'anniversaire (عيد الميلاد) de Latif Lahlou
- 2015 : Achoura (عاشورة) de Talal Selhami : Samir
- 2015 : Jusqu'au bout de l'espoir de Mohamed Smail
- 2015 : Insoumise (المتمردة) de Jawad Rhalib : le petit ami marocain de Leïla
- 2016 : Merci (شكرا) de Mohcine Besri : (en postproduction)
- 2017 : Masood,Saida et Saadan (مسعود و سعدان) de Brahim Chkiri : (en tournage)

#### Courts métrages
- 2007 : Lkrou d'Amine Oulmaki
- 2008 : Match nul
- 2008 : Caméra recharge de Zakaria Badreddine
- 2008 : Vit rêve crêve de Yanis Ayouch
- 2009 : 37 Kilomètres celsius d'Othman Naciri
- 2014 : Liberté emprisonnée de Sara Mikayel
- 2014 : C'est moi de Noureddine Aberdin

### Télévision

#### Téléfilms
- 2009 : Les Casablancaises de Narjiss Nejjar
- 2011 : Une heure en enfer de Yassin Fennan
- 2013 : Amour et colère d'Abdesslam Kelaii-Laarach
- 2013 : La Route de Brahim Chkiri
- 2013 : Boughaba de Driss Roukh
- 2016 : Ahlam d'Yassine Fennane
- 2016 : lbas Kadak d'Amin Mouna
- 2016 : 360% d'Amin Mouna
- 2017 : 12 Heures de Mourad El Khaoudi
- 2017 : Ghalta de Rabie chajid
- 2017 : Sarkha min alamin akhar de Brahim Chkiri
- 2017 : Alhoub almajhoul de Stéphanie Duvivier

#### Séries télévisées
- 2008 : L’Affaire (Al kadia) de Nour-Eddine Lakhmari
- 2008 : El Majdoub de Farida Bourkia
- 2009 : Aassas d'Ahmed Actarus
- 2009 : Zorroh de Mohamed Achaouar
- 2009 : Haraz Iyami d'Abdalhay Iraki
- 2010 : Polygame malgré lui de Mohamed Achaouar
- 2011-2012 : Nassim Ahlam d'Ali Tahiri et Hamid Ziyane
- 2015 : Hmimou de Zakia Tahri
- 2016 : Ser Almourjan de Chaouki El Ofir
- 2017 : Ain Lhaq d'Abdeslam klai
- 2017 : Saken O Maskoun d'Aksas Ahmad Actarus
- 2017 : Ser Almourjan 2 de Chaouki El Ofir

## Distinctions
- 2008 : Prix du meilleur acteur au 5e Festival international du film de Dubaï, pour Casanegra de Nour-Eddine Lakhmari
- 2008 : Prix du meilleur acteur au 10e Festival national du film de Tanger, pour Casanegra de Nour-Eddine Lakhmari
- 2009 : Prix du meilleur acteur au 12e Festival du film indépendant de Bruxelles, pour Casanegra de Nour-Eddine Lakhmari
- 2009 : Prix du meilleur acteur au 12e Festival du film Arabe de Bruxelles, pour Tu te souviens d'Adil? de Mohamed Zineddaine
- 2009 : Prix du meilleur acteur au 12e Festival du cinéma de Khouribga, pour Tu te souviens d'Adil? de Mohamed Zineddaine
- 2011 : Prix du meilleur acteur au 10e Festival national du film de Tanger, pour Les Ailes de l'amour d'Abdelhai Laraki
- 2014 : Prix du meilleur acteur au 12e Festival international du film de Mascate, pour Les Mécréants de Mohcine Besri